# Exechia atridonta
Exechia atridonta är en tvåvingeart som beskrevs av Wu, Xu och Yu 2004. Exechia atridonta ingår i släktet Exechia och familjen svampmyggor. Inga underarter finns listade i Catalogue of Life.